# 君へ。。。 with MAYU☆冬SELECTION
『君へ。。。 with MAYU☆冬SELECTION』（きみへ ウィズ まゆふゆセレクション）は、飯塚雅弓の14枚目のオリジナルアルバム。2009年12月16日に徳間ジャパンコミュニケーションズから発売された。

## 背景
『ファイト!!』をリリースする時に「冬も同じ流れで出せたらいいね」と話しており、夏は元気に、冬はしっとり温まれるというイメージで考えていた。しかし、ライブツアーを終えたテンションの高ぶりがあり、バラードだけでは消化できない気がしたといい、そこで温かくなれる曲というコンセプトは変えず、みんなが期待している元気で明るい曲も入れようと思ったという。アルバムを色んな人たちに届けたいという想いを込めて、全曲の歌詞の中に“君”を入れて、タイトルも『君へ。。。』に決まった。
「冬のアルバムで、タイトルは『君へ。。。』です」とだけ伝えて曲を作ってもらった結果、ほぼ1人1曲ずつのような感じになったという。飯塚は「統一感はしっかりあっていいアルバムになったかなと」と述べている。アレンジもベルや鐘の音など冬を連想させる音を多く入れてもらったという。
『MAYU☆冬SELECTION』の15曲目「メープルの空」のボーナストラックには、3rdミニアルバム『プレゼント』の初回特典である応募者全員サービスCDの楽曲「プレゼント」が収録されている。

## プロモーション・リリース
2009年12月16日に徳間ジャパンコミュニケーションズから発売された。前作から5か月での発売となる14枚目のアルバムで、徳間ジャパンコミュニケーションズからリリースされるアルバムは本アルバムが最後となった。
販売形態は通常盤（TKCA-73495）のみで、初回特典として、2009年8月に行われたツアーライブ『Strawberry Summer Fight Tour 2009』のダンスメドレーを収録したDVDの応募券が封入。
本アルバムを携えて、ツアーライブ『Strawberry Winter For You...2010』が2010年1月3日から2月14日まで開催された。

## 批評
『CDジャーナル』は、「ハートウォームな声質と繊細で優しいメロディが相まり、胸をキュンとさせる。走り出した恋心を野球にたとえた詞が愛らしい「飛ばせ!!」は、疾走感漂うヴォーカルが心地よくポップさ全開。ディスク2は冬歌コンピ。まとまり良く、オムニバス小説のような趣がある」と評した。

## 収録曲
| #         | タイトル                   | 作詞           | 作曲               | 編曲               | 時間  |
| --------- | -------------------------- | -------------- | ------------------ | ------------------ | ----- |
| 1.        | 「離れていても」           | イズミカワソラ | イズミカワソラ     | 川田瑠夏           | 4:40  |
| 2.        | 「forever」                | 飯塚雅弓       | 堂島孝平           | 加藤みちあき       | 4:59  |
| 3.        | 「君へ。。。」             | Satomi         | 堂島孝平           | 川田瑠夏           | 5:20  |
| 4.        | 「LOL」                    | YUKAKO         | Kohei by SIMONSAYZ | Kohei by SIMONSAYZ | 4:01  |
| 5.        | 「ふゆがきて」             | 川田瑠夏       | 川田瑠夏           | 川田瑠夏           | 3:49  |
| 6.        | 「Christmas song for you」 | 飯塚雅弓       | 浅田信一           | 浅田信一           | 4:54  |
| 7.        | 「飛ばせ!!」               | イズミカワソラ | 津名川優哉         | 宮崎誠             | 3:26  |
| 8.        | 「ワスレナグサ」           | 吉田ゐさお     | 吉田ゐさお         | 吉田ゐさお         | 4:34  |
| 9.        | 「僕らの夢」               | 飯塚雅弓       | 星舞               | 長谷川智樹         | 4:35  |
| 10.       | 「LOVE」                   | 飯塚雅弓       | 長谷川智樹         | 長谷川智樹         | 4:53  |
| 合計時間: | 合計時間:                  | 合計時間:      | 合計時間:          | 合計時間:          | 45:17 |

| #         | タイトル                        | 作詞               | 作曲                                   | 編曲                                                                               | 時間  |
| --------- | ------------------------------- | ------------------ | -------------------------------------- | ---------------------------------------------------------------------------------- | ----- |
| 1.        | 「アクセル」                    | 枯堂夏子           | 松原みき                               | 戸塚修                                                                             | 4:05  |
| 2.        | 「バレンタイン大作戦」          | 飯塚雅弓           | イズミカワソラ                         | 長谷川智樹                                                                         | 4:29  |
| 3.        | 「ストロベリーキャンドル」      | 長谷川智樹         | 長谷川智樹                             | 長谷川智樹                                                                         | 4:00  |
| 4.        | 「23degrees」                   | 飯塚雅弓           | イズミカワソラ                         | 長谷川智樹                                                                         | 5:19  |
| 5.        | 「caress」                      | 大橋伸行           | ウルフ・トレッソン、ジョニー・デニーズ | ウルフ・トレッソン、ハカン・バッカス、フレドリック・ダール、ニクラス・フランズソン | 3:39  |
| 6.        | 「Twinkle Wink」                | 飯塚雅弓           | イズミカワソラ                         | 宅見将典                                                                           | 4:30  |
| 7.        | 「優しい約束 〜TO MY FRIEND〜」 | かの香織           | 長谷川智樹                             | 長谷川智樹                                                                         | 4:31  |
| 8.        | 「ゆびきり」                    | 飯塚雅弓           | 星舞                                   | 長谷川智樹                                                                         | 3:53  |
| 9.        | 「X'mas time Hold me tight」    | 長谷川智樹         | 長谷川智樹                             | 長谷川智樹                                                                         | 6:21  |
| 10.       | 「聴かせてよ君の声」            | 飯塚雅弓           | 堂島孝平                               | 鈴木"CHiBUN"智文                                                                   | 4:18  |
| 11.       | 「はつこい」                    | 枯堂夏子           | 関淳二朗                               | 関淳二朗                                                                           | 4:46  |
| 12.       | 「おやすみ」                    | イズミカワソラ     | 加藤みちあき                           |                                                                                    | 5:08  |
| 13.       | 「風のKiss」                    | そら               | そら                                   | 長谷川智樹                                                                         | 2:36  |
| 14.       | 「小さな私から」                | 飯塚雅弓、泉川そら | 泉川そら                               | 加藤道明                                                                           | 5:04  |
| 15.       | 「メープルの空」                | 飯塚雅弓           | イズミカワソラ                         | 加藤みちあき                                                                       | 10:33 |
| 合計時間: | 合計時間:                       | 合計時間:          | 合計時間:                              | 合計時間:                                                                          | 73:19 |

| #  | 曲名                        | 収録作品                            | 備考                                                                                            |
| -- | --------------------------- | ----------------------------------- | ----------------------------------------------------------------------------------------------- |
| 01 | アクセル                    | 1stシングル「アクセル」             | 文化放送『週刊アニメージュ 飯塚雅弓のまだまだ日曜日だよ!』オープニングテーマ                    |
| 02 | バレンタイン大作戦          | 2ndミニアルバム『23degrees。』      |                                                                                                 |
| 03 | ストロベリーキャンドル      | 2ndアルバム『ミントと口笛』         |                                                                                                 |
| 04 | 23degrees                   | 2ndミニアルバム『23degrees。』      |                                                                                                 |
| 05 | caress                      | 3rdシングル「caress/place to be」   | 文化放送『飯塚雅弓のいたいのとんでけ！』エンディングテーマ                                      |
| 06 | Twinkle Wink                | 9thアルバム『mine』                 | 文化放送『智一・美樹のラジオビッグバン』内「飯塚雅弓のアソビ研究所」オープニングテーマ          |
| 07 | 優しい約束 〜TO MY FRIEND〜 | 4thアルバム『AERIS』                |                                                                                                 |
| 08 | ゆびきり                    | 3rdミニアルバム『プレゼント』       |                                                                                                 |
| 09 | X'mas time Hold me tight    | 1stミニアルバム『Fly Ladybird fly』 |                                                                                                 |
| 10 | 聴かせてよ君の声            | 7thシングル「聴かせてよ君の声」     | ラジオ大阪『飯塚雅弓のMEGA-TONスマイル』オープニングテーマ 子供服ブランド『TINKERBELL』CMソング |
| 11 | はつこい                    | 1stシングル「アクセル」             | 文化放送『週刊アニメージュ 飯塚雅弓のまだまだ日曜日だよ！』エンディングテーマ                   |
| 12 | おやすみ                    | 7thシングル「聴かせてよ君の声」     | ラジオ大阪『飯塚雅弓のMEGA-TONスマイル』オープニングテーマ 子供服ブランド『TINKERBELL』CMソング |
| 13 | 風のkiss                    | 1stミニアルバム『Fly Ladybird fly』 | 文化放送『週刊アニメージュ 飯塚雅弓のまだまだ日曜日だよ！』エンディングテーマ                   |
| 14 | 小さな私から                | 5thアルバム『ひまわり』             |                                                                                                 |
| 15 | メープルの空                | 9thアルバム『mine』                 | 文化放送『智一・美樹のラジオビッグバン』内「飯塚雅弓のアソビ研究所」エンディングテーマ          |

## 参加ミュージシャン
| - 離れていても - Keyboards & Programming：川田瑠夏 - Guitars：遠山哲郎 - forever - Guitars & Programming：加藤みちあき - Bass：川島弘光 - Drums：宮田繁男 - 君へ。。。 - Keyboards & Programming：川田瑠夏 - Guitars：遠山哲郎 - Bass：川島弘光 - Drums：宮田繁男 - Strings：篠崎正嗣ストリングス - LOL - Guitars & Bass & Programming：Kohei by SIMONSAYS - ふゆがきて - Keyboards & Programming：川田瑠夏 | - Christmas song for you - Chorus & Guitars & Programming：浅田信一 - 飛ばせ!! - Guitars & Bass & Programming：宮崎誠 - ワスレナグサ - Programming：吉田ゐさお - Guitars：ソン・ルイ - Piano：佐藤拓馬 - 僕らの夢 - Guitars & Programming：長谷川智樹 - Bass：川島弘光 - Drums：宮田繁男 - Strings：篠崎正嗣ストリングス - LOVE - Guitars & Programming：長谷川智樹 - Bass：川島弘光 - Drums：宮田繁男 - Chorus：S.S.F.コーラス隊 |

| - バレンタイン大作戦、23degrees - Guitar & Keyboards & Sound Produce：長谷川智樹 - Keyboard & Chorus：渡辺俊介 - \|Bass & Triangle & Chorus：阿部光一郎 - Drums & Percussions：小島徹也 - Chorus：一木由佳子 - ストロベリーキャンドル - Electric Bass：沖山優司 - Drums：湊雅史 - Acoustic Guitar & Electric Guitar & Acoustic Piano & Electric Piano & Synthesizer：長谷川智樹 - caress - Keyboards：ニクラス・フランソン - Guitars：ウルフ・トレッソン - Drums：フレドリック・ダール - Bass：ホーカン・バッカス | - Twinkle Wink - Guitars & Keyboards & Programming：宅見将典 - 優しい約束〜TO MY FRIEND〜 - Acoustic Guitar & Electric Guitar & Electric Sitar & Keyboards & Chorus：長谷川智樹 - Synthesizer Operator：斉藤茂彦 - Chorus：マリエ・コクラン - Electric Bass：沖山優司 - ゆびきり - Guitars & Piano & Keyboards & Programming：長谷川智樹 - Bass：阿部光一郎 - Drums：宅見将典 - Strings：弦一徹グループ - X'mas time Hold me tight - Guitars & Electric Sitar & Keyboards：長谷川智樹 - Bass：中原信雄 - Drums：宮田繁男 - Chorus：杉並児童合唱団、飯塚雅弓 | - 聴かせてよ君の声 - Piano：細海魚 - Bass：入江太郎 - Drums：矢部浩 - Guitars & Programming：鈴木"CHiBUN"智文 - おやすみ - Piano：松田真人 - 1st Violin：弦一徹 - 2nd Violin：クラッシャー木村 - Viola：室屋光一郎 - Cello：落合範久 - 風のKiss - Guitars & KeyboardsGlocken：長谷川智樹 - Chorus：飯塚雅弓 - 小さな私から - Piano：中西康晴 - Strings：Joe Group - French Horn：南浩之 - メープルの空 - Guitars & Programming：加藤みちあき - Flugelhorn：西村浩二 |

## ツアー日程
| 日付          | 都市   | 会場                 |
| ------------- | ------ | -------------------- |
| 2010年1月3日  | 横浜市 | ランドマークホール   |
| 2010年1月23日 | 東京   | Shibuya O-EAST       |
| 2010年2月14日 | 京都市 | ライブハウス都雅都雅 |